# Lorenz Rudolph Wohlien
Lorenz Rudolph Wohlien (né le 23 mai 1789 à Altona, mort le 19 janvier 1834 ib.) est un facteur d'orgue et fabricant de piano allemand d'Altona.
Fils du facteur d'orgue Balthasar Wohlien (1745 à Wilster; 1804 à Hambourg) de la renommée famille Wohlien d'Altona , il est de par sa naissance gendre de Johann Paul Geycke. Lorenz Rudolph Wohlien est le seul frère du facteur Johann Heinrich Wohlien avec qui il fonde la deuxième génération de l'entreprise familiale qui couvre quatre générations.
En plus de son activité comme facteur d'orgue, Lorenz Rudolph fabrique des pianos. Au Museum für Musikinstrumente der Universität Leipzig (n° d'inventaire 147) se trouve un piano droit de Wohlien des années 1820. L'instrument est conçu dans le style Empire avec des décorations en bronze. L'inscription sur la garniture indique qu'il est l’œuvre de « L. R. Wohlien Altona ».

## Sources
- Gustav Fock: Hamburgs Anteil am Orgelbau im niederdeutschen Kulturgebiet. In: Zeitschrift des Vereins für Hamburgische Geschichte. Nr. 38, 1939, p. 289-373 (de) online
- Georg Kinsky (Hrsg.): Musikhistorisches Museum von Wilhelm Heyer in Cöln. T. 3 : Besaitete Tasteninstrumente. Orgeln und orgelartige Instrumente. Friktionsinstrumente. Breitkopf & Härtel, Leipzig 1910, p. 283.